# Cementiri de Bellaguarda
El Cementiri de Bellaguarda és una obra del municipi de Bellaguarda (Garrigues) inclosa en l'Inventari del Patrimoni Arquitectònic de Catalunya.

## Descripció
A uns 500m. de la població, dalt d'un turó, es troba el cementiri construït el 1921 en substitució de l'anterior, de menors dimensions. En destaca la portada de pedra, de formes i composició senzilles.
La porta de ferro està flanquejada per dues pilastres amb llinda decorada a la part central amb el dibuix d'una calavera i la inscripció "Hodie mihi mane tibi" (avui per tu, demà per mi). Als extrems del llinda hi ha uns cortinatges. El remat superior és un arc apuntat coronat per una creu, i una prolongació en punta de les pilastres a banda i banda. L'interior de l'arc té gravat un motiu geomètric i la data de construcció.